# ریچارد لارنس (ورزشکار)
ریچارد لارنس (انگلیسی: Richard Lawrence; ۲۲ ژوئیهٔ ۱۹۰۶ – ۱ ژانویهٔ ۱۹۷۴)از برندگان مدال‌های بازی‌های المپیک زمستانی و  اهل ایالات متحده آمریکا بود.